# Chersodromia flavipyga
Chersodromia flavipyga är en tvåvingeart som beskrevs av Patrick Grootaert 1992. Chersodromia flavipyga ingår i släktet Chersodromia och familjen puckeldansflugor. Inga underarter finns listade i Catalogue of Life.